# Guillermo Dolan
Guillermo Dolan je bivši argentinski hokejaš na travi. 
Na hokejaškom turniru na Olimpijskim igrama 1948. u Londonu je bio članom argentinske reprezentacije, koja je ispala u 1. krugu. Argentina je osvojila 2. mjesto u skupini "A", iza kasnijeg olimpijskog pobjednika Indije, kojima je jedina uspjela dati pogodak. Na završnoj ljestvici je dijelila 5. – 13. mjesto.
Guillermo Dolan je bio pričuvnim igračem. Nije odigrao ni jednu utakmicu na turniru te ga se ne nalazi u svim statistikama (usporediti: ne nalazi se u službenom izvješću s OI niti na još nekim popisima, no argentinske statistike su ga zabilježile).